# Hôtel Le Duc de Biéville
Pour les articles homonymes, voir Biéville (homonymie).
L’hôtel Le Duc de Biéville (ou de Novilos) est un hôtel particulier situé à Paris dans le 9 arrondissement au 10 rue de la Grange Batelière.

## Histoire
L'hôtel de Biéville est construit entre 1760 et 1770 pour Étienne Michel Le Duc de Biéville (1724-1794), seigneur de Biéville, de Bernières, de Lillers et du Mesnil, originaire de Rouen, gentilhomme ordinaire du roi et conseiller au parlement de Normandie. Les monogrammes LD et BV figurent dans les frises placées au-dessus des fenêtres. Il est le grand-père d'Edmond de Biéville et de Fernand Desnoyers.
En 1785, il est loué à Pierre Gédéon de Nolivos, richissime planteur esclavagiste et ancien gouverneur de la Guadeloupe et de Saint-Domingue.
Claude Michel Le duc, marquis de Lillers, chambellan de Napoléon Ier et gentilhomme de la Chambre du roi, en hérite. Il est l'arrière grand-père d'Edmond de Lillers.

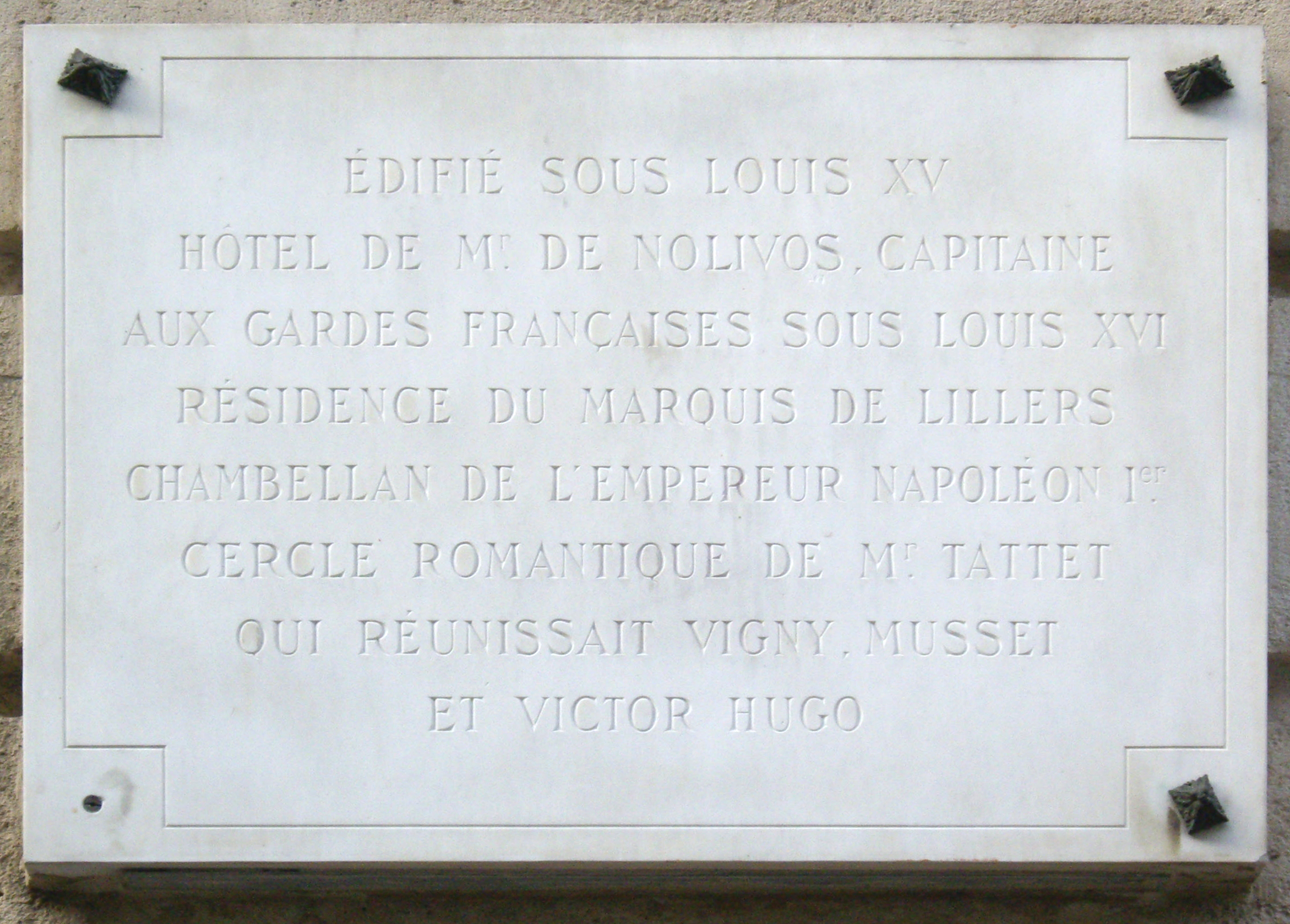
Plaque commémorative de l'hôtel.

En 1822, Michel Le duc de Lillers le vend au financier Alfred Tattet (1809-1856), qui en fait un cénacle romantique, y réunissant Victor Hugo, Sainte-Beuve, Charles Nodier, Alfred de Vigny, Alphonse de Lamartine, Roger de Beauvoir, Nestor Roqueplan ou bien Arago. Alfred de Musset, très proche ami de Tattet , y donne la première lecture de Rolla.
Il fait l'objet d’une inscription au titre des monuments historiques depuis le 22 mars 1990.